# 隅田川花火大會

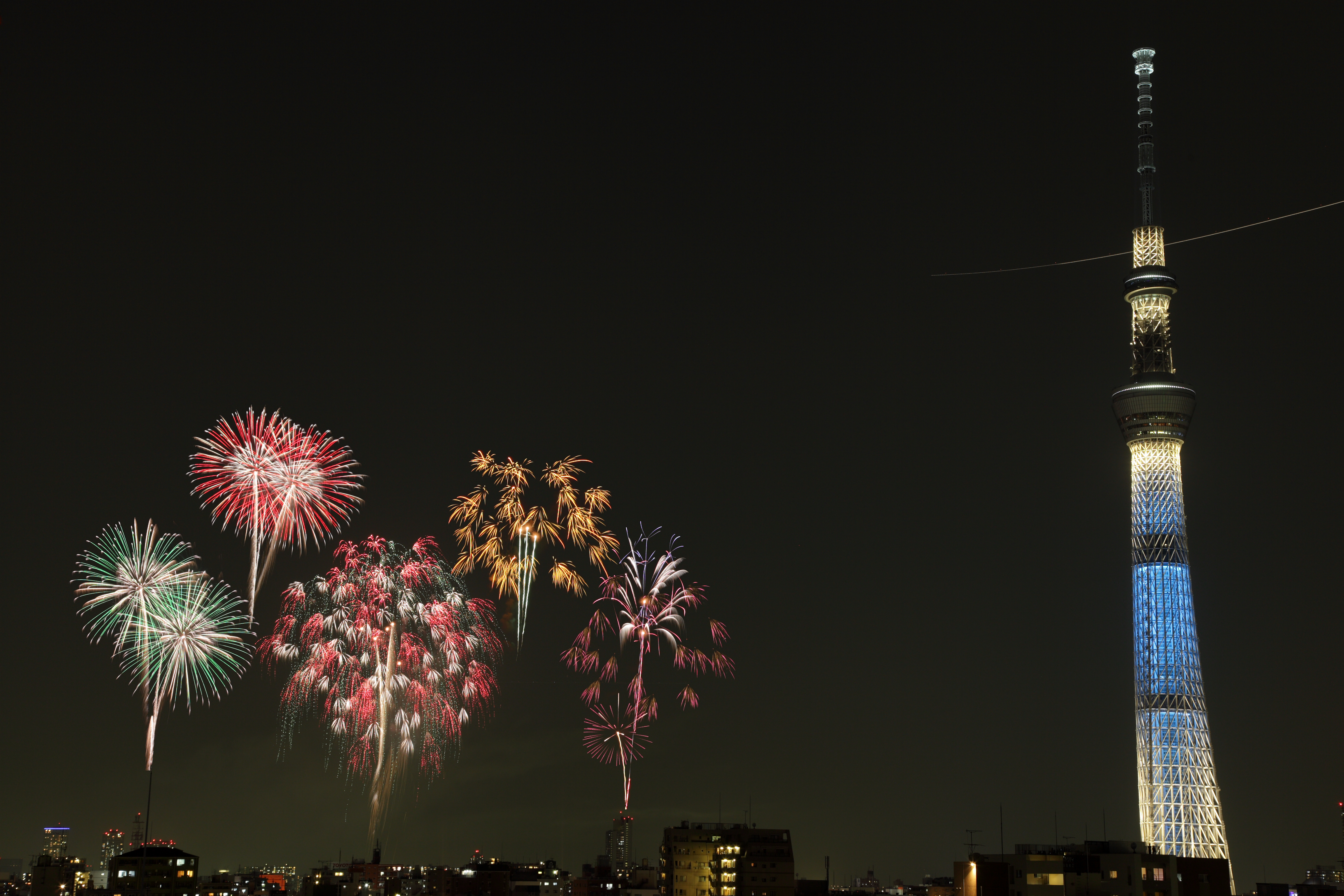
2012年隅田川花火大会

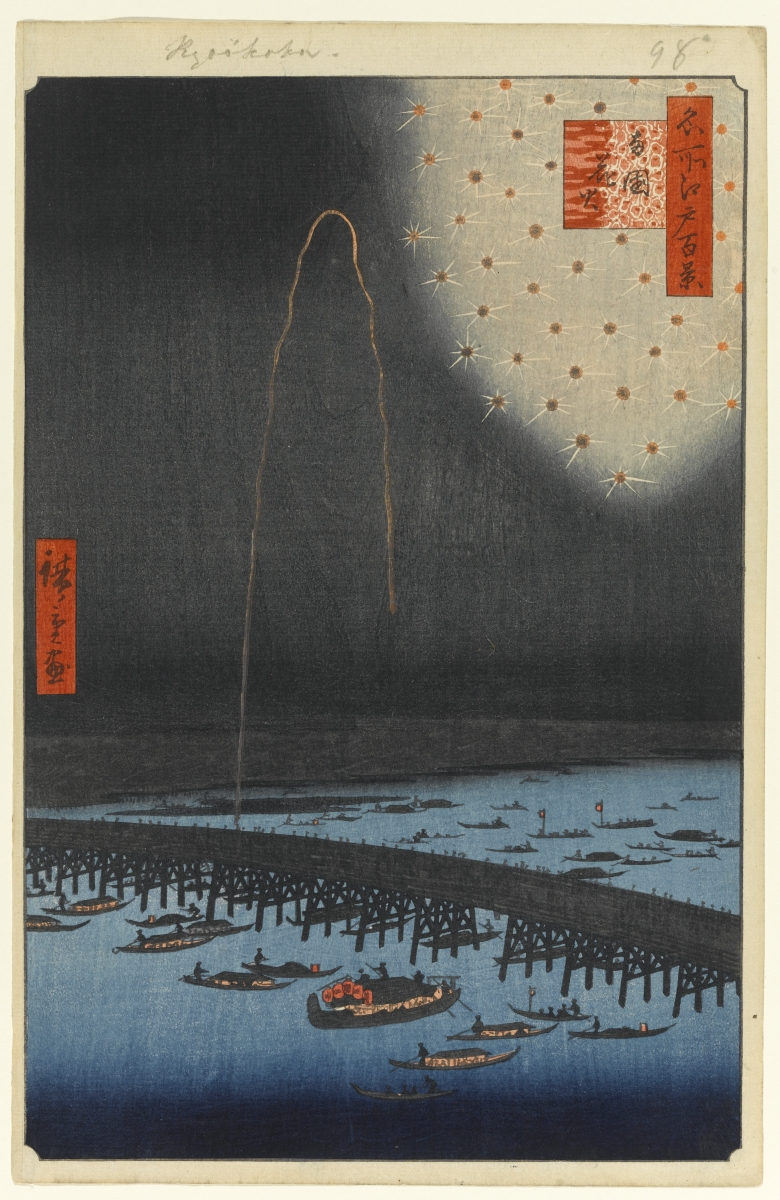
歌川广重创作的系列浮世绘《名所江户百景》中对兩國花火（該煙火大會前身）的描绘

隅田川花火大會（日语：／ Sumida gawa Hanabi taikai */?）是每年7月最後一個星期六於日本東京的隅田川沿岸（淺草、向島周邊地區）舉行的煙火大會，跟每年8月舉行的東京灣大華火祭、神宮外苑花火大會並稱為東京三大煙火大會。

## 概要
隅田川花火大會最早可以追溯到1733年7月9日（享保18年5月28日）在兩國川（両国の川；兩國的隅田川沿岸）舉行的花火大会，这次大会是為了悼念於1732年發生的饥荒和霍亂疫情的死難者，同时也包含了生者对于生命的庆贺之意。
到1810年，这一大会已经成为了一项传统，烟火制造者之中也逐渐出现了针对大会的竞争。玉屋和键屋这两个烟火公会很快成为了两个主要的竞争对手，每个公会都尽其所能制造受欢迎的烟火，还想办法把对手的烟火弄灭，以使自己获得更多的人气。观众的数量也开始稳步增长，人们开始在花火大会上高喊自己最喜欢的烟火艺术家的名字，这甚至已经成为了日本文化的一部分，日语中用“玉屋”（たまや）（Tamaya）来表示这种行为。
尽管玉屋的人气逐渐超过了键屋，但1843年，玉屋引起了一场大火，此后公会失去了官方的支持。出于安全考虑，这之后的其他烟火大会都被要求转移到距离城市更远的地方举行。
花火大会的传统在1868年的明治维新中被保留了下来，并在之后的几乎每一年都继续举办，直到1920年代被中断为止。从二战开始的几十年里，隅田川花火大会都没有再举办。直到1978年，这一传统活动才恢复举办，一直持续到了今天。
2011年，由於发生東日本大震災，当年的隅田川花火大会被推迟到了8月27日举行。
2020-2022年期間，由於受到2019冠狀病毒病疫情影響，連續三年取消舉辦，至2023年恢復。

## 外部連結
- 官方网站（日語）